# Tormenta tropical Arlene (2011)
La tormenta tropical Arlene fue un ciclón tropical que se desarrolló en el golfo de México, el primero de la temporada de huracanes de 2011.  Formado a partir de una onda tropical sobre el mar Caribe, la perturbación permaneció con una organización pobre que ocasionó abundantes lluvias a su paso por la península de Yucatán. Una vez sobre la bahía de Campeche comenzó su proceso de ciclogénesis. El 28 de junio adquirió características tropicales, presentando un riesgo para la costa oriental de México. Arlene tocó tierra en Veracruz el 30 de junio.

## Historia meteorológica

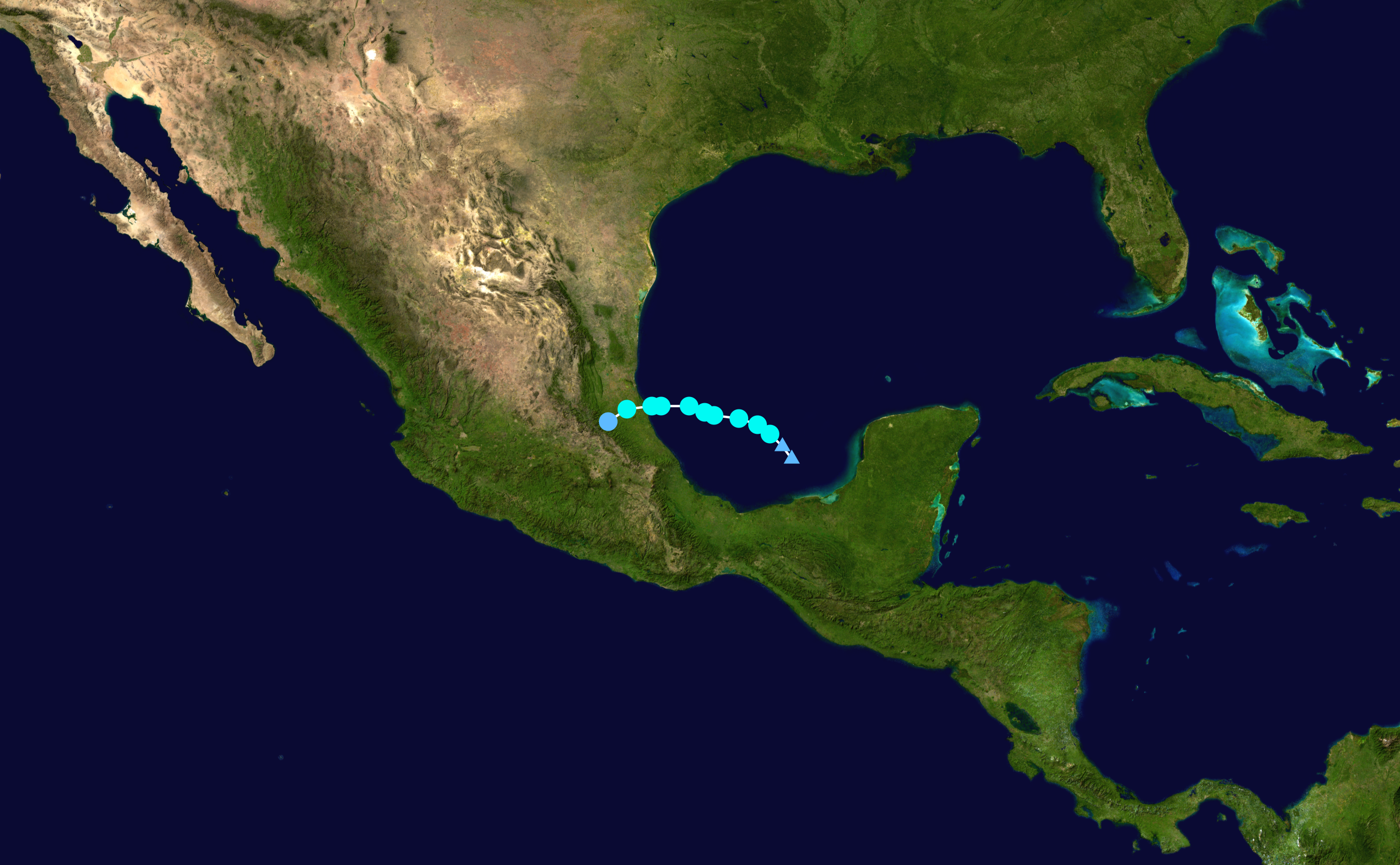
Trayectoria de Arlene

En la noche del 25 de junio, el CNH detectó una onda tropical que interactuaba con una vaguada en los niveles altos de la atmósfera produciendo áreas de tormenta en el Oeste del mar Caribe y sobre Honduras y Nicaragua. Se comenzó el seguimiento de la perturbación tropical aunque la presencia de una fuerte cizalladura vertical no era favorable para la ciclogénesis tropical. En los dos días siguientes el sistema se fue definiendo aunque en las condiciones permanecían desfavorables en altura.
El 28 de junio, un vuelo de reconocimiento meteorológico localizó el centro de circulación del sistema sobre la bahía de Campeche, aunque no encontró al sistema con intensidad suficiente para ser considerado un ciclón tropical. Sin embargo, algunas horas más tarde los análisis satelitales revelaron que el sistema había adquirido intensidad de tormenta tropical, convirtiéndose así en Arlene, el primer ciclón de la temporada.
A la hora 4:00 a. m. del 30 de junio, Arlene tocaba tierra en las inmediaciones de Cabo Rojo, Veracruz con vientos de 100 km/h y ráfagas de 120 km/h.

## Preparativos e impacto

### América Central

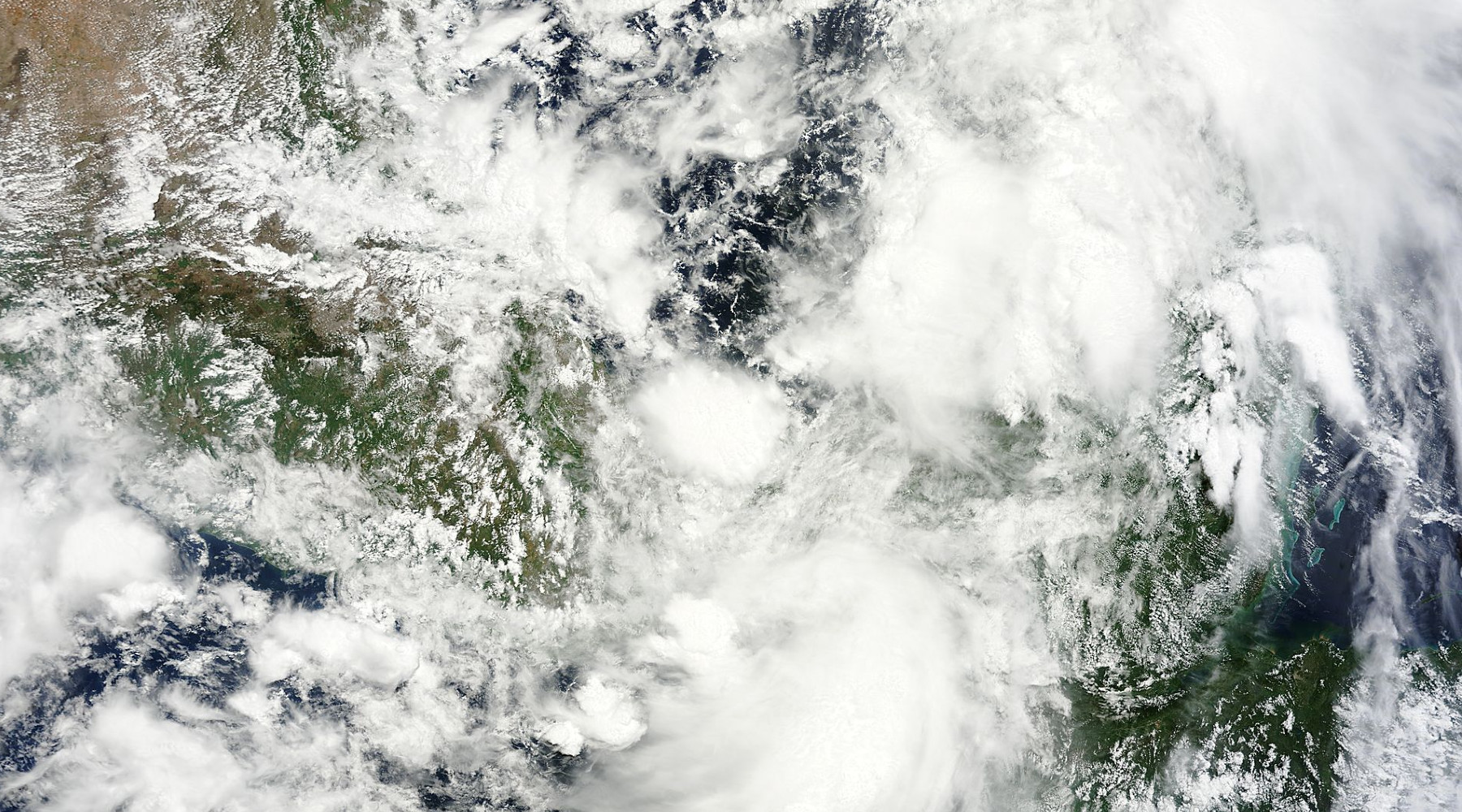
Perturbación precursora de Arlene a su paso por América Central.

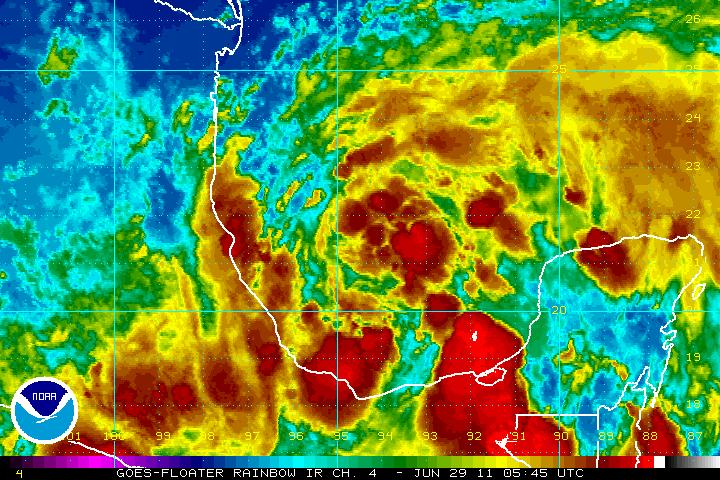
Imagen infrarroja de Arlene el 29 de junio. Nótese la amplia circulación del ciclón.

En la tarde del 24 de junio, ante la amenaza de lluvias abundantes que representaba la perturbación precursora de Arlene, se declaró una alerta para 13 de los departamentos de Honduras, permaneciendo en efecto durante las siguientes 72 horas. También se emitieron avisos meteorológicos en El Salvador por posibles acumulados de lluvias de hasta 80 mm. El 26 de junio, los departamentos de Ahuachapán, La Unión y Sonsonate fueron puestos bajo alerta debido a las lluvias persistentes en la región.
En Honduras, las inundaciones causaron la muerte de una persona. En El Salvador se registraron 212 mm y al menos 25 personas tuvieron que ser desplazadas por las inundaciones. Lluvias más moderadas afectaron a Nicaragua, donde un deslizamiento de lodo obligó a 94 personas a salir de sus hogares y causó daños a varias viviendas en el centro del país.

### México
Las autoridades se prepararon para acumulados de lluvia de entre 70 y 150 mm en Chiapas y Tabasco.
Además, el gobierno federal mexicano emitió advertencias de tormenta tropical el 28 de junio para las áreas costeras del golfo de México, desde Barra de Nautla, Veracruz hacia el Norte hasta Bahía Algodones, Tamaulipas.
 Ese mismo día, la tormenta comenzó a mostrar signos de fortalecimiento adicional, por lo que se puso bajo alerta una mayor área costera. Arlene trajo tormentas y aguaceros a una gran parte del oriente mexicano, donde se reportaron vientos con fuerza de temporal en áreas de la costa. Dos personas perdieron la vida en Tamaulipas, mientras que en Puebla, se registraron deslizamientos de tierra e inundaciones en Tlatlauquitepec.
 En San Sebastián Tlacotepec, donde una niña perdió su vida a causa de las inundaciones, el lodo y el desborde de corrientes de agua afectaron una escuela local y numerosas viviendas en Atempan. En Oaxaca se dispusieron albergues para los afectados por las inundaciones, mientras que en algunas partes del estado unas 12.000 personas de la comunidad zapoteca se vieron aisladas cuando un puente colapsó y múltiples carreteras fueron cortadas por los anegamientos.

### Estados Unidos
El condado de Cameron (Texas), en Texas, se preparó para eventuales inundaciones causadas por intensas precipitaciones de hasta 75 mm pronosticadas por los expertos.